# Ceratina spilota
Ceratina spilota är en biart som beskrevs av Cockerell 1932. Ceratina spilota ingår i släktet märgbin, och familjen långtungebin. Inga underarter finns listade i Catalogue of Life.